# Kontraindikation
Kontraindikation avser i medicin ett tillstånd eller en faktor, som ökar risken med att använda ett särskilt läkemedel, utföra en medicinsk behandling eller engagemang i en särskild aktivitet.
- En absolut kontraindikation är ett tillstånd som förbjuder användningen av behandlingen över huvud taget. Till exempel obehandlad pneumothorax (punkterad lunga) är en absolut kontraindikation för hyperbar syrgasterapi i tryckkammare.

- En relativ kontraindikation väger in användningen av behandlingen mot en bedömning av risk/nytta-kvoten. Till exempel, tidigare magsår är en kontraindikation för att ta acetylsalicylsyra. Om, emellertid, nyttan av att använda acetylsalicylsyra bedöms större än att få magsår igen och inga rimliga alternativ finns, är behandlingen fortfarande motiverad.

Motsatsen till kontraindiktivt och en kontraindikation är indikation.